# Addieville (Illinois)
Addieville est un village situé au centre du comté de Washington dans l'Illinois, aux États-Unis,. Il est incorporé le 16 juillet 1896.

## Démographie
Lors du recensement de 2010, le village comptait une population de 252 habitants. Elle est estimée, en 2017, à 242 habitants.

### Source de la traduction
- (en) Cet article est partiellement ou en totalité issu de l’article de Wikipédia en anglais intitulé « Addieville, Illinois » (voir la liste des auteurs).